# Хун Шаньчуан, Иоанн
Иоанн Хун Шаньчуан (20 ноября 1943 год, Халин, Китай) — католический прелат, епископ Цзяи с 16 января 2006 года по 9 ноября 2007 года, архиепископ Тайбэя с 9 ноября 2007 года по 23 мая 2020 года, член монашеской конгрегации вербистов.

## Биография
В 1967 году вступил в монашескую конгрегацию вербистов. В начале 1973 года принял монашеские обеты и 23 июня 1973 года был рукоположён в священники. Изучал педагогику в Католическом университете в Вашингтоне.
16 января 2006 года Римский папа Бенедикт XVI назначил Иоанна Хун Шаньчуана епископом Цзяи. 28 февраля 2006 года состоялось его рукоположение в епископы, которое совершил кардинал Павел Шань Госи в сослужении с архиепископом Тайбэя Иосифом Чжэном Цзайфа и вспомогательным епископом Гаосюна Петром Лю Чжэнчжуном.
9 ноября 2007 года Римский папа Бенедикт XVI назначил его архиепископом Тайбэя. 23 мая 2020 года ушёл в отставку.